# Sonda (Estonia)
Sonda era un comune rurale dell'Estonia nord-orientale, nella contea di Ida-Virumaa. Nel 2017 comune è stato inglobato (insieme a Kiviõli) nel comune di Lüganuse. 
Il centro amministrativo del comune era l'omonimo borgo (in estone alevik).

## Località
Oltre al capoluogo, il comune comprende un altro borgo, Erra, e 8 località (in estone küla):
Erra-Liiva - Ilmaste - Koljala - Nüri - Satsu - Uljaste - Vainu - Vana-Sonda - Varinurme.